# Cacia semiluctuosa
Cacia semiluctuosa är en skalbaggsart som först beskrevs av Blanchard 1855.  Cacia semiluctuosa ingår i släktet Cacia och familjen långhorningar. Inga underarter finns listade.